# جيمي كولينز (لاعب كرة قدم)
جيمي كولينز (بالإنجليزية: Jamie Collins)‏ (و. 1990  م) هو لاعب كرة قدم أمريكية، من الولايات المتحدة، يلعب كظهير ‏.